# Motor pneumàtic

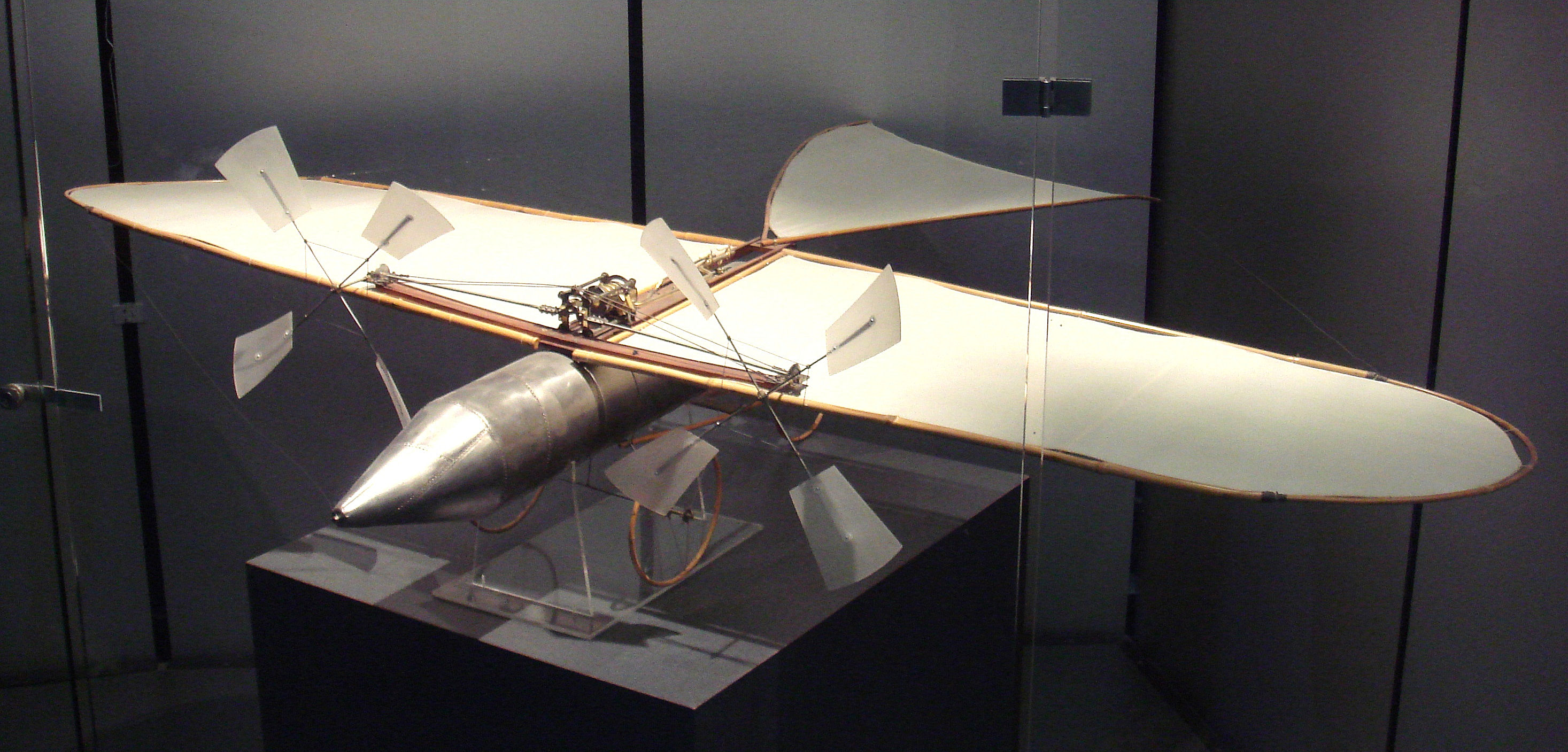
Aeromodel de 1879, de Victor Tatin, propulsat per un motor pneumàtic.

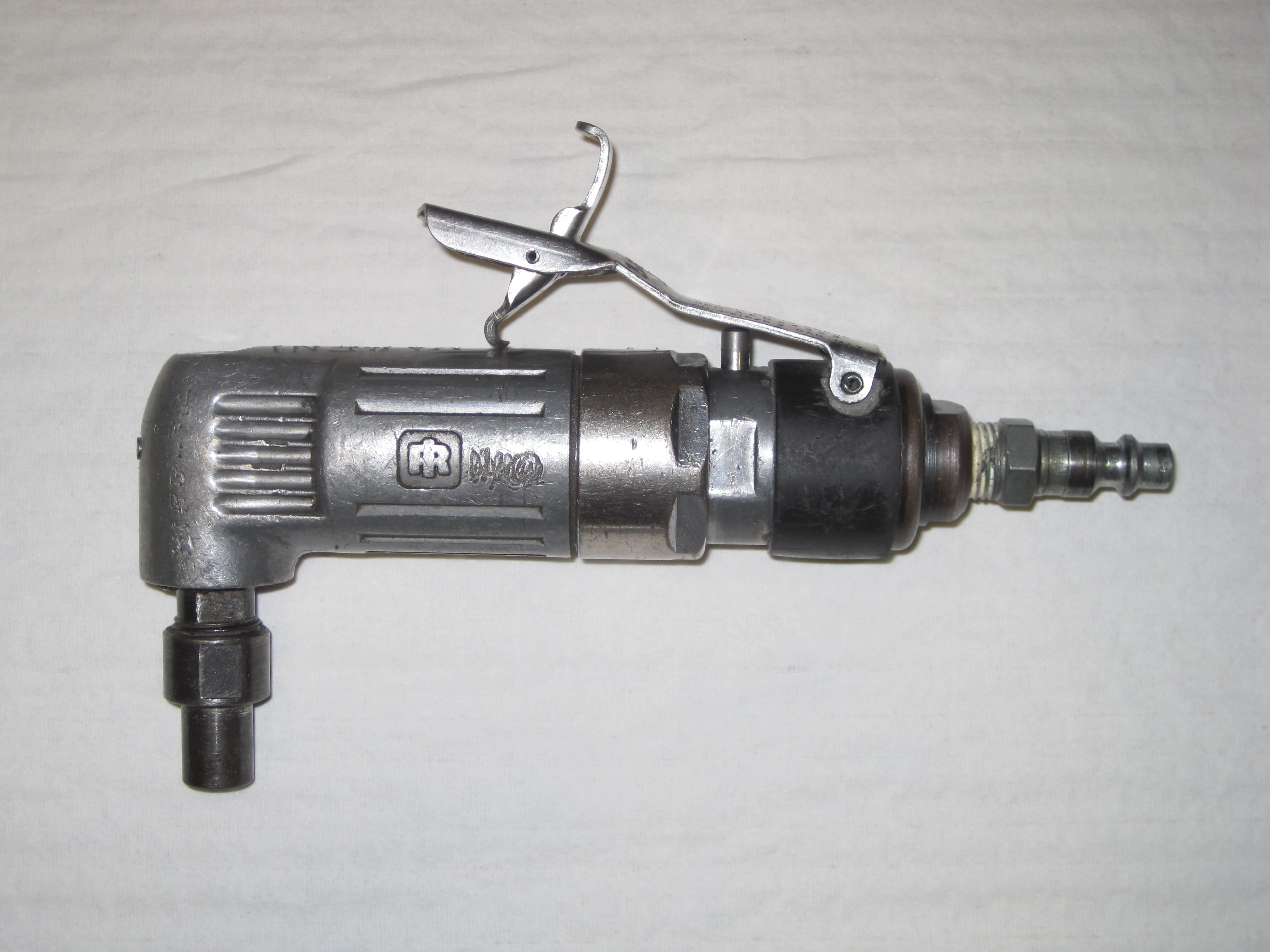
Amoladora pneumàtica angular (amb la mola desmuntada).

Un motor pneumàtic és una màquina que converteix un gas comprimit o liquat en treball mecànic per la seva expansió.
L'energia emmagatzemada en forma d'aire comprimit o nitrogen entra en una cambra del motor segellada i exerceix pressió contra les pales d'un rotor. Com en un molí de vent això fa que el rotor volti a velocitat elevada. Per obtenir més força es fa servir un sistema reductor de pinyons que intercanvia velocitat per parell motor.
En el cas de nitrogen líquid hi ha una fase prèvia de gasificació per alimentar el motor pneumàtic.
Aquests motors són una alternativa als motors elèctrics quan aquests no hi són recomanats o possibles, en entorns de mineria, industrials, etc.
Darrerament s'apliquen també als automòbils per la major capacitat o menor preu d'emmagatzemament energètic de l'aire comprimit que no ofereixen les actuals bateries elèctriques.

## Efecte refrigerant
L'objectiu d'un motor pneumàtic és l'obtenció de potència. Un efecte secundari, sovint ignorat a efectes pràctics, és el refredament que provoquen l'expansió (de l'aire o gas comprimit) i la transformació de part de la calor en treball.

## Classificació genèrica
Una primera classificació pot establir-se entre els motors pneumàtics pròpiament dits i els actuadors. En els motors el que s'aprofita és la potència mecànica que produeixen. En els actuadors el que hom busca és l'efecte de la potència per a governar un conjunt.

## Classificació per tipus
Els motors pneumàtics funcionen de manera inversa als compressors pneumàtics. De fet són expansors. I, en alguns casos, reben oficialment aquesta qualificació.

## Motors de moviment limitat
Els motors amb moviment de sortida limitat són essencialment iguals que els actuadors corresponents. L'única diferència és la seva funció. La potència dels actuadors s'aplica com a element de control. En els motors la potència s'aplica directament al procés (per exemple un martinet o en un pistó de troqueladora).

### Pistons pneumàtics
Els cilindres o pistons pneumàtics tenen un moviment de sortida rectilini. Poden ser de simple acció o de doble acció. També la tija pot ser simple (muntada en un extrem) o doble (amb una sortida a cada extrem).

### Motors de diafragma
En els motors de diafragma el pistó dels cilindres pneumàtics és substituït per un diafragma flexible muntat perpendicularment a la tija. Són molt freqüents en la funció d'actuadors de vàlvules de control.

### Motors de sortida angular

Pistó amb moviment de sortida angular. L'arbre pot girar un cert angle en amdós sentits.

Els motors de sortida angular poden basar-se en dos muntatges:
- un pistó amb un pinyó i una cremallera
- un pistó amb un mecanisme de palanques

### Motors rectilinis de tub flexible
Acostumen a comercialitzar-se amb el nom de pistons sense tija. El seu funcionament és simple i enginyós. S'assembla al d'una mànega de jardí molt flexible i sense aigua. Quan s'obre l'aixeta l'aigua va inflant la mànega de forma aparent, i es pot observar l'avançament de la columna d'aigua. Si poséssim un automòbil de joguina al damunt de la mànega, el moviment de l'aigua (en inflar-se la mànega) faria desplaçar la joguina. De manera semblant els pistons sense tija funcionen amb una mena de tub flexible i un carro amb rodes. L'aire comprimit deforma el tub i desplaça el carret (que es mou per un costat del "pistó").

## Motors giratoris
Els motors giratoris tenen un arbre de sortida giratori. Poden tenir un sentit de gir únic però, molt sovint, el sentit de gir pot controlar-se a voluntat de l'operador.

### Motors de turbina radial

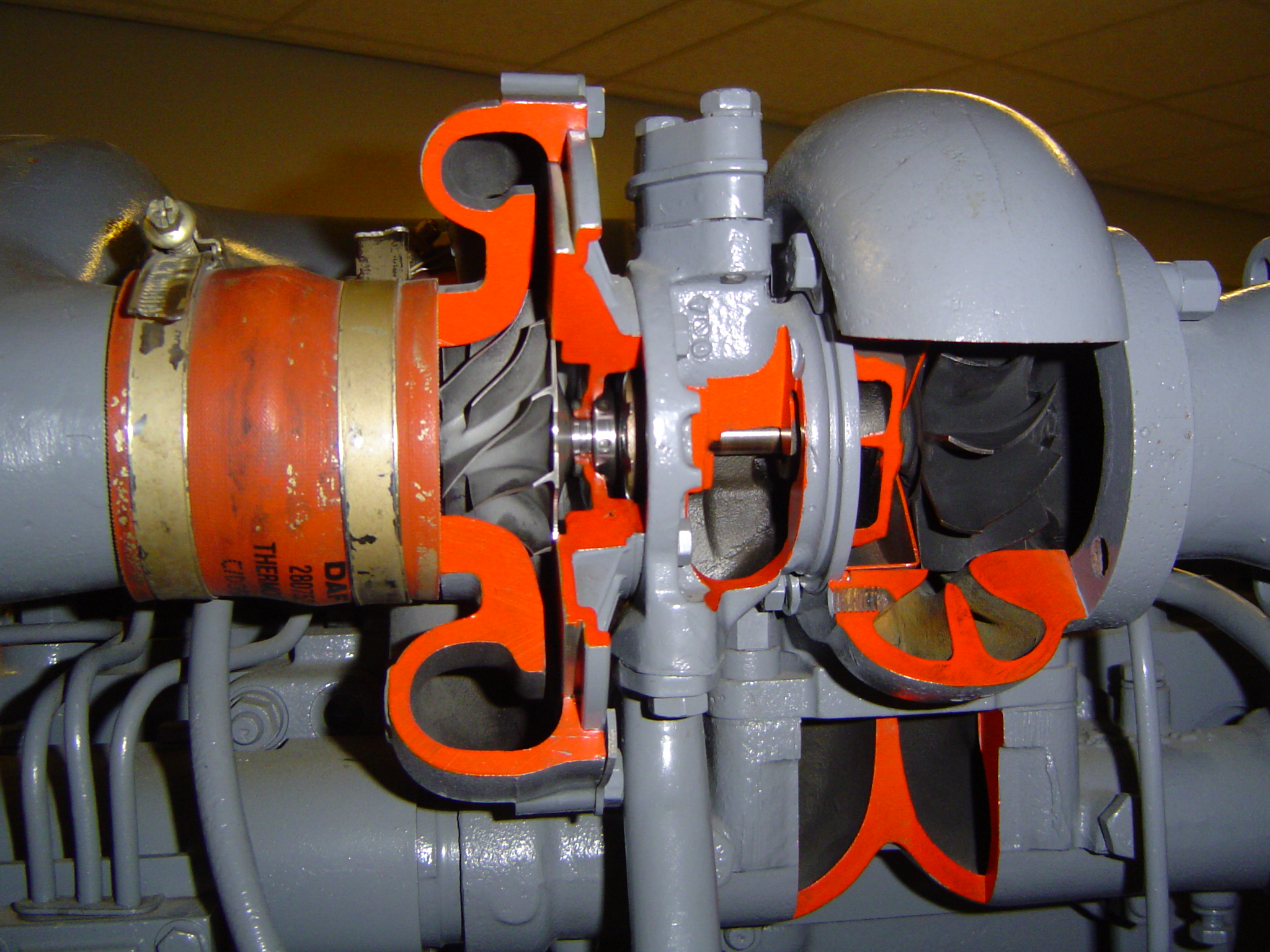
Secció d'un turbocompressor automobilístic.

El motor adopta la forma d'una turbina radial que rep l'aire (o un altre gas) tangencialment. El fluid actiu va girant en forma d'espiral, des de fora cap a la part central, mentre s'expansiona i fa girar la turbina. El parell d'arrossegament i el gir determinen la potència obtinguda.
- Un exemple típic és el d'un turbocompressor per a motor d'automòbil. Els gasos d'escapament passen tangencialment a la turbina i proporcionen la potència necessària per a comprimir aire cap a l'admissió del motor. La turbina motora i la turbina compressora van muntades en els extrems d'un mateix arbre.

### Motors de flux mixt
Aquests motors combinen una turbina radial amb un expansor axial. No són gaire freqüents.
- Físicament s'assemblen molt als compressors de flux mixt, que foren molt usats en els primers motors de reacció.[7]

### Motors de flux axial
En els motors de flux axial el gas actiu s'expansiona circulant per una mena de ventiladors generalment associats en parells formats per un ventilador giratori i un estator (rodet de pales estacionàries).
En els generadors de turbina de gas, la part motora està formada per un expansor o motor de flux axial

### Turbina Tesla
El rotor està format per una sèries de discs de poc gruix muntats un al costat de l'altre sobre l'arbre motor dins d'una carcassa cilíndrica. El fluid operatiu entra tangencialment i es mou cap a la part central. La sortida del fluid s'efectua passant per uns forats dels discs i anant cap als costats.

### Turbina Ljunström
Basada en dos rotors, cadascun amb el seu arbre, que giren en sentits oposats. Cada rotor disposa d'un nombre important d'àleps muntats en cercles i perpendicularment a un disc. Els àleps giren intercalats.

Animació d'un compressor axial. Els àleps fixos formen l'estator.
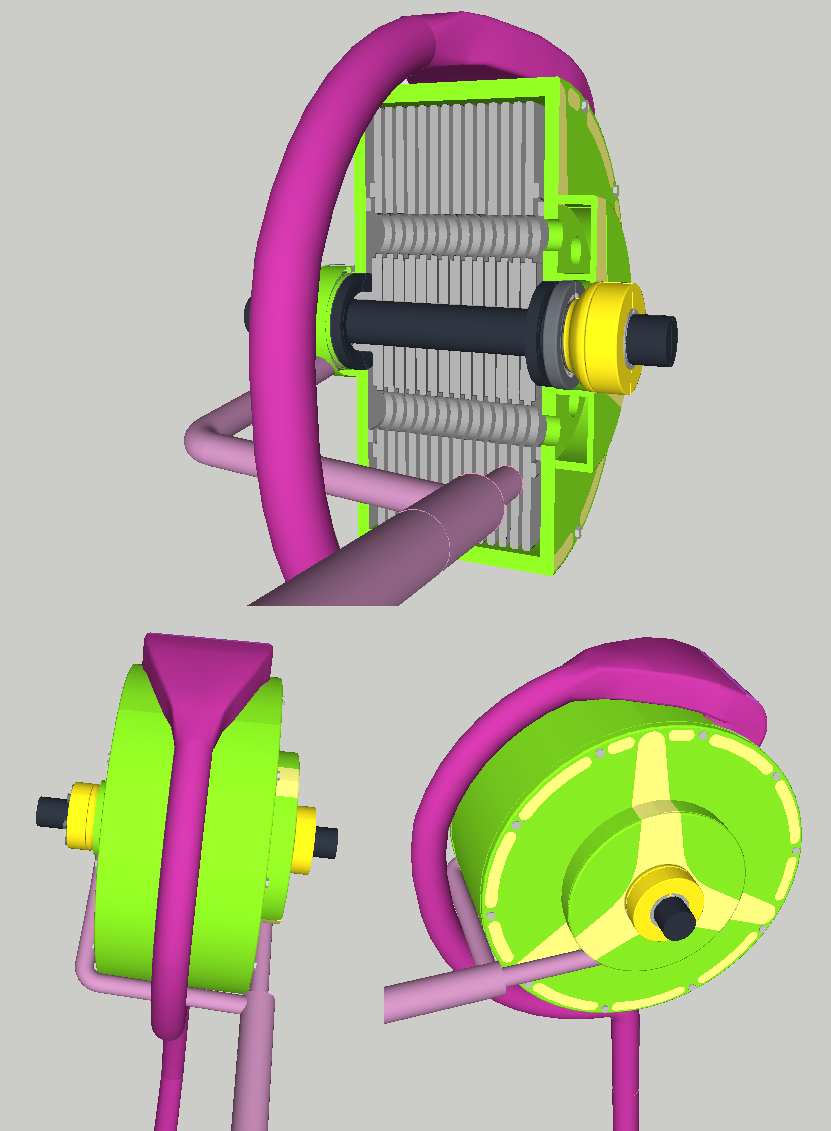
Turbina Tesla
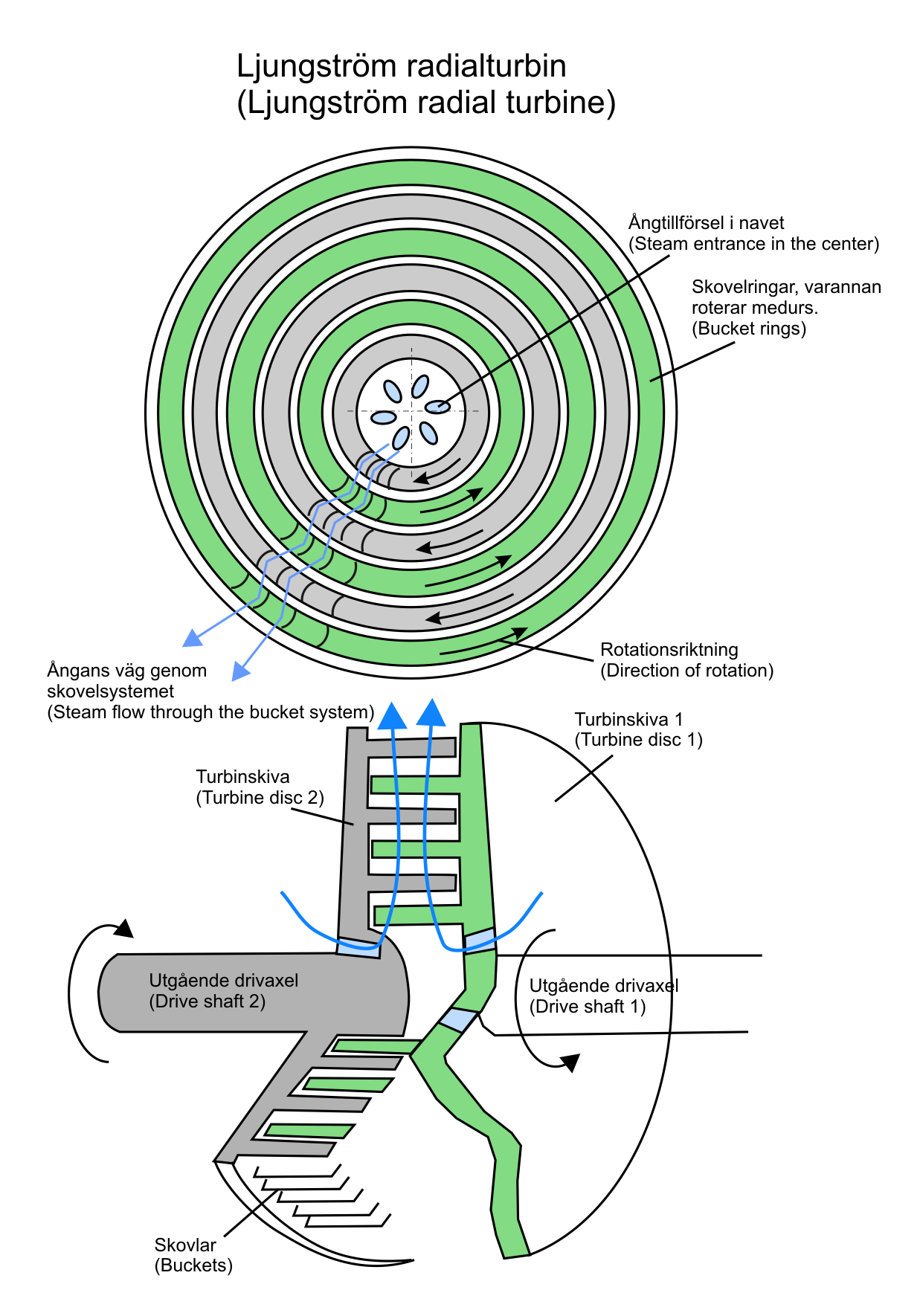
Turbina Ljungström

### Motors d'engranatges
Els sistemes compressor-expansor d'engranatges es basen en l'engranatge de dos (a vegades més de dos) rodes dentades que engranen dins d'una cambra. El moviment provoca una àrea de baixa pressió i una àrea d'alta pressió.
Poden funcionar com a motors o com a compressors. El cas més típic es basa en les rodes dentades amb dents rectes. Quan les rodes dentades se substitueixen per elements amb cavitats d'altres formes (lòbuls, cargols, ...) donen lloc a conjunts del tipus Roots, Lysholm o altres.

### Motors alternatius de pistó

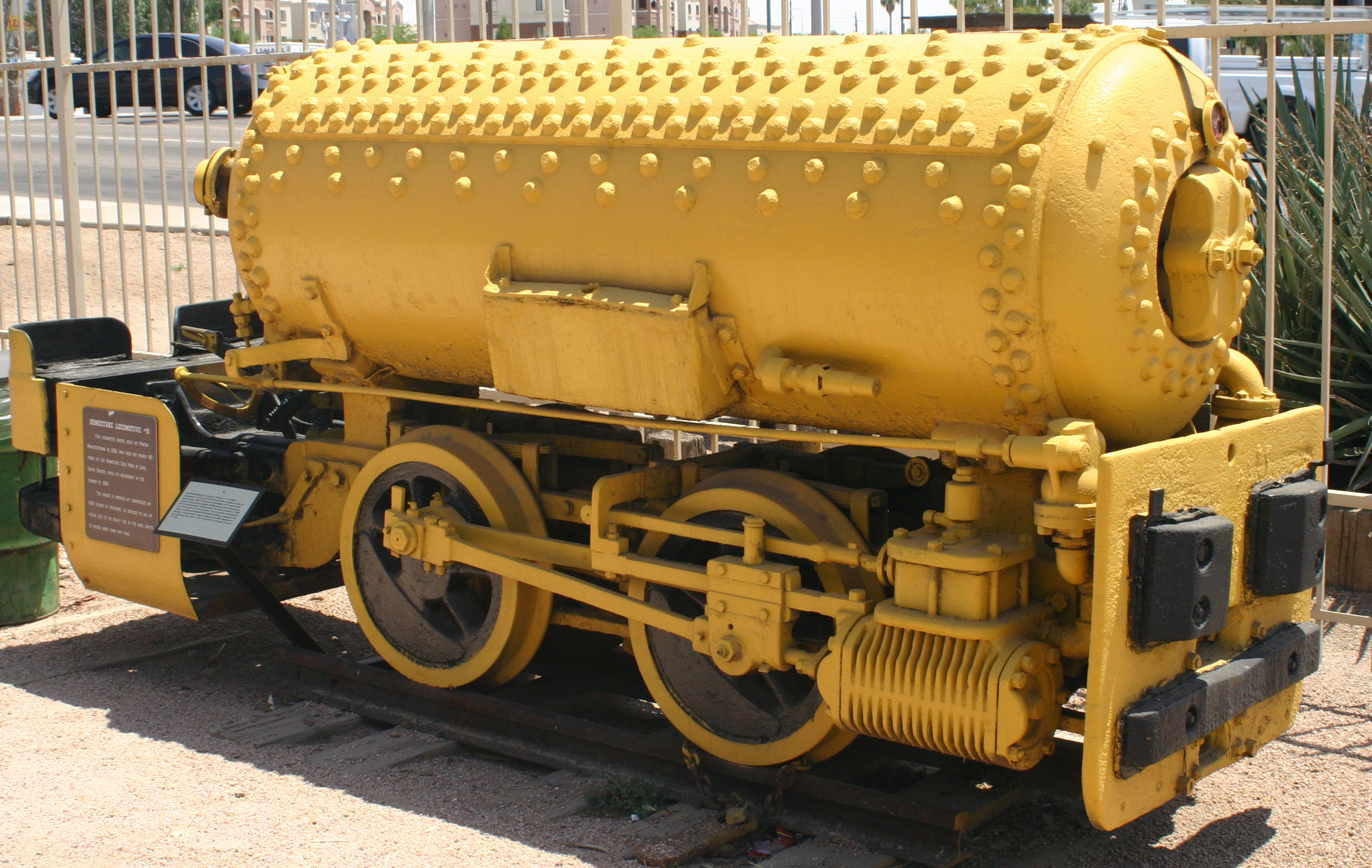
Locomotora de Homestake Mining (Dakota del Sud, EUA), funcionava amb aire comprimit i es feia servir per mines.

Animació simplificada d'un motor/compressor d'èmbol.

Són el cas oposat dels compressors de pistó. Un motor mono-cilíndric disposa d'un pistó que es pot moure dins d'un cilindre i transmet el moviment a un cigonyal mitjançant una biela. la culata disposa d'una vàlvula d'admissió i una vàlvula d'escapament. El fluid actiu, quan la vàlvula d'admissió s'obre (en la posició de PMS (punt mort superior), pasa a actuar sobre el pistó. Quan la válvula d'admissió es tanca el fluid comprimit s'expansiona. En el PMI (punt mort inferior) la vàlvula d'escapament s'obre i permet la sortida del fluid expansionat (amb poca resistència).
- A diferència dels compressors d'aire alternatius els motors pneumàtics de pistó no són gaire freqüents.
- Un exemple tradicional dels motors alternatius són els motors de vapor. En aquest cas el fluid operatiu és el vapor calent a una pressió relativament alta.
- Motors miniatura peumàtics alternatius de plàstic han estat aplicats a avions de joguina (i altres vehicles) per la marca Air Hogs.[15] Una variant més seriosa han estat els motors de {\displaystyle {\ce {CO2}}}. Aqueixos motors es construeixen de metall per a aero modelisme i disposen de cilindrades de l'ordre de mil·límetres cúbics.
  - El seu funcionament és molt enginyós. A la culata hi ha una vàlvula de retenció (formada per una boleta d'acer i una molla) en comunicació amb el gas. El petit pistó disposa d'un piu que sobresurt. Cada vegada que arriba al PMS (punt mort superior) desplaça la boleta i el gas pot entrar a la cambra. Quan el pistó comença a baixar la boleta es tanca i s'atura l'entrada de gas. El gas introduït s'expansiona i la pressió sobre el pistó permet obtenir una certa potència. Vegeu l'animació a la referència adjunta.[16] Hi ha webs amb més informació i imatges.[17][18]

### Motors amb rotors de perfil conjugat
Es basen en el moviment relatiu de dos rotors de perfil conjugat que giren guiats dins d'una cambra. Els rotors "engranen" entre si i provoquen variacions de volum de les cavitats que es creen durant el moviment i el contacte dels seus perfils. Quan actuen com a motor el gas a l'entrada es pot expansionar fins a la sortida proporcionant potència.
Hi ha algunes variants:
- els rotors amb perfil de lòbuls (per exemple el Roots)
  - La versió més coneguda dels sistemes Roots adoptava la forma de compressor (“blower” en anglès) que equipaven alguns Bentley de curses. En la ficció el primer automòbil de James Bond fou un Bentley amb compressor Roots.[19]
- els rotors amb perfil de rosca (per exemple el Lysholm).[20][21]

### Gerotor

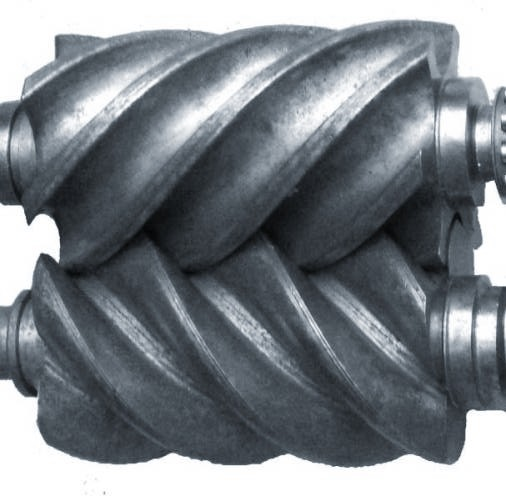
Compressor de rotors roscats Lysholm, amb seccions de tres lòbuls.
Secció d'un compressor-expansor Roots
Animació de bomba d'engranatges.
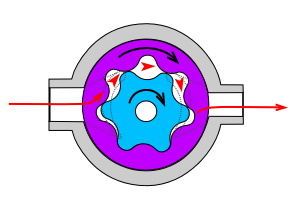
Bomba d'engranatge intern (Gerotor) dissenyada per a la distribució d'oli dins de motors de combustió interna alternatius.

### Motors de paletes
Els motors de paletes estan formats per una part giratòria amb paletes (rotor) que es mou dins d'una cambra fixa (estator). Les paletes formen diverses cavitats entre el rotor i la cambra. El principi de funcionament es basa en el fet que aquestes cavitats variïn de volum quan gira el rotor. Això es pot aconseguir de maneres molt diverses. Si les seccions de la cambra i el rotor són circulars n'hi ha prou amb un muntatge excèntric del rotor. El mateix efecte es pot aconseguir amb un rotor o una cambra de secció el·líptica.
- Generalment totes les peces són rígides (de metall o de plàstic) però hi ha dissenys amb paletes flexibles que funcionen adequadament. Un exemple és el motor pneumàtic Di Pietro.

### Motors d'espiral
El francès Léon Creux va patentar un motor de vapor (expansor) espiral l'any 1905. Els compressors/motors espirals es basen en el moviment relatiu d'un element es secció espiral estàtic (estator) i un “rotor” (muntat sobre un arbre excèntric però que no gira sobre el seu propi eix) també de secció espiral.
En la seva aplicació com a motor el fluid actiu (per exemple vapor d'aigua a pressió o aire comprimit) fa moure el “rotor” i proporciona potència a l'arbre
- Des dels anys 80 del segle passat, les aplicacions dels compressors espirals han estat nombroses demostrant un funcionament fiable i amb un rendiment notable. També com a compressors d'aire en motors d'automòbil han tingut aplicació (Per exemple Volkswagen Polo G40 iI Volkswagen Corrado G60).[26] Una altra aplicació de les màquines amb espiral ha estat el seu ús com a bombes de buit.
- Hi ha hagut diverses investigacions sobre els motors espirals per a aprofitar execedents de vapor en algunes indústries o el possible aprofitament d'energies alternatives (vapor produït per energia solar o geotèrmic, entre altres).[27]

### Motors peristàltics de tub flexible amb sortida rotativa

Bomba peristàltica

De manera semblant a les bombes peristàltiques hi pot haver motors pneumàtics peristàltics. En un tub flexible disposat en posició circular es pot adaptar un rotor amb uns braços radials que duguin unes rodetes que deformin el tub.
Quan funcionen com a bomba un motor obliga a girar el rotor i les variacions de volum del tub aixafat determinen el desplaçament del fluid. Si no hi ha cap motor i el fluid s'introdueix per un dels extrems del tub el rotor girarà obligat pel fluid.
- Les bombes peristàltiques són molt usades per a bombar líquids en condicions asèptiques o sanitàries (sang, llet, vi, ...).[29]

## Altres casos

### Tubs pneumàtics
En els tubs pneumàtics cada mòdul de transport fa de motor.